# ناحیه بادن
ناحیه بادن (به آلمانی: Baden District) یک ناحیه در اتریش است که در نیدراسترایش واقع شده‌است.